# Gilda Gray
Gilda Gray, pseudonimo di Marianna Michalska (Cracovia, 24 ottobre 1901 – Hollywood, 22 dicembre 1959), è stata una ballerina e attrice polacca naturalizzata statunitense. È famosa per aver lanciato lo "shimmy", un ballo che diventò oltremodo popolare. Fu soprannominata The Shimmy Queen.

## Biografia
Nata a Cracovia, in Polonia, emigrò negli Stati Uniti nel 1909 andando a stabilirsi a Milwaukee, nel Wisconsin insieme alla famiglia, i genitori Max e Wanda Michalski e la sorella Josephine.
Ancora giovanissima, si sposò con il violinista John Gorecki. La coppia, che avrebbe divorziato nel 1923, ebbe un figlio, Martin Gorecki che sarebbe poi diventato direttore d'orchestra con il nome di Martin Gray. Un articolo apparso sul Time Magazine nel 1960 che la ricordava dopo la sua morte, riportava che Gilda Gray aveva undici anni al momento del matrimonio e che diventò madre a dodici.
Nel 1919, diventò nota per aver introdotto sulle scene di New York lo shimmy, un nuovo ballo che, in realtà, era già conosciuto in precedenza ma che lei rese popolare, tanto da venir soprannominata la regina dello shimmy. Cambiato il suo nome in quello di Mary Gray e decisa a proseguire la sua carriera artistica, lasciò il marito trasferendosi a Chicago. Lì, venne notata da un talent scout, Frank Westphal, che la portò a New York e la presentò a sua moglie, la cantante Sophie Tucker. Diventata Gilda Gray, apparve in uno spettacolo dei fratelli Shubert, The Gaieties of 1919. Nel 1922, diventò una delle Ziegfeld Girls, cosa che le diede grande notorietà.
Dopo il divorzio da Gorecki, nel 1923 si sposò con il suo nuovo agente, Gil Boag. Iniziò a lavorare nel vaudeville e i suoi tour la portarono a Hollywood. Tra il 1919 e il 1936, Gilda Gray recitò in una decina di film dove si esibiva spesso nei suoi famosi numeri di danza.

## Riconoscimenti
Per il suo contributo all'industria cinematografia, le venne assegnata una stella nella Hollywood Walk of Fame al 6620 Hollywood Blvd.

## Filmografia

### Attrice
- A Virtuous Vamp, regia di David Kirkland (1919)
- A Social Sleuth (1920)
- The Girl with the Jazz Heart, regia di Lawrence C. Windom (1921)
- L'onesta segretaria (Lawful Larceny), regia di Allan Dwan (1923)
- La danzatrice dei tropici (Aloma of the South Seas), regia di Maurice Tourneur (1926)
- Cabaret di Broadway (Cabaret), regia di Robert G. Vignola (1927)
- La danzatrice degli dei (The Devil Dancer), regia di Fred Niblo (1927)
- Piccadilly, regia di (non accreditato) Ewald André Dupont
- He Was Her Man, regia di Dudley Murphy (1931)
- Rose Marie, regia di W.S. Van Dyke II (1936)

### Film o documentari dove appare Gilda Gray
- Highlight: The Singing Cinema, regia di Denis Gifford - filmato d'archivio (1964)

### Colonna sonora
- Rose-Marie, regia di W. S. Van Dyke - interprete di Some of These Days (1936)

## Spettacoli teatrali
- Shubert Gaieties of 1919
- Hello, Alexander
- Snapshots of 1921
- Ziegfeld Follies of 1922 (Broadway, 5 giugno 1922 -23 giugno 1923)
- Ziegfeld Follies of 1923 (Summer Edition) (Broadway, 25 giugno 1923 - 15 settembre 1923)